# Wally Peak
Wally Peak är en bergstopp i Antarktis. Den ligger i Västantarktis. Argentina, Chile och Storbritannien gör anspråk på området. Toppen på Wally Peak är 313 meter över havet. Wally Peak ingår i Princess Royal Range.
Terrängen runt Wally Peak är kuperad. Havet är nära Wally Peak åt nordost. Trakten är glest befolkad. Närmaste befolkade plats är Rothera Research Station, 15,6 kilometer söder om Wally Peak. 